# Pallanuoto ai Giochi del Mediterraneo
Il torneo di pallanuoto viene disputato all'interno dei Giochi del Mediterraneo sin dalla prima edizione nel 1951.
Si è sempre disputato solamente il torneo maschile. La gara ha visto a lungo l'alternarsi di vittorie tra Italia e Jugoslavia.

## Edizioni
| Edizione      | Edizione               |  | Podio      | Podio      | Podio               |
| Anno          | Organizzatore          |  | Campione   | Seconda    | Terza               |
| ------------- | ---------------------- |  | ---------- | ---------- | ------------------- |
| 1951 Dettagli | Alessandria            |  | Spagna     | Egitto     | Grecia              |
| 1955 Dettagli | Barcellona             |  | Italia     | Francia    | Spagna              |
| 1959 Dettagli | Beirut                 |  | Jugoslavia | Italia     | Rep. Araba Unita    |
| 1963 Dettagli | Napoli                 |  | Italia     | Jugoslavia | Francia             |
| 1967 Dettagli | Tunisi                 |  | Jugoslavia | Italia     | Spagna              |
| 1971 Dettagli | Smirne                 |  | Jugoslavia | Italia     | Spagna              |
| 1975 Dettagli | Algeri                 |  | Italia     | Jugoslavia | Spagna              |
| 1979 Dettagli | Spalato                |  | Jugoslavia | Italia     | Spagna              |
| 1983 Dettagli | Casablanca             |  | Jugoslavia | Spagna     | Italia              |
| 1987 Dettagli | Latakia                |  | Italia     | Spagna     | Turchia             |
| 1991 Dettagli | Atene                  |  | Italia     | Jugoslavia | Grecia              |
| 1993 Dettagli | Linguadoca-Rossiglione |  | Italia     | Croazia    | Grecia              |
| 1997 Dettagli | Bari                   |  | Jugoslavia | Croazia    | Spagna              |
| 2001 Dettagli | Tunisi                 |  | Spagna     | Italia     | Francia             |
| 2005 Dettagli | Almería                |  | Spagna     | Italia     | Serbia e Montenegro |
| 2009 Dettagli | Pescara                |  | Serbia     | Spagna     | Italia              |
| 2013 Dettagli | Mersin                 |  | Croazia    | Spagna     | Grecia              |
| 2018 Dettagli | Tarragona              |  | Serbia     | Grecia     | Montenegro          |
| 2022 Dettagli | Orano                  |  | Serbia     | Montenegro | Spagna              |

## Medagliere complessivo
*Aggiornato a Orano 2022
| Posizione | Paese               | Oro | Argento | Bronzo | Totale |
| --------- | ------------------- | --- | ------- | ------ | ------ |
| 1         | Italia              | 6   | 6       | 2      | 14     |
| 2         | Jugoslavia          | 6   | 3       | 0      | 9      |
| 3         | Spagna              | 3   | 4       | 7      | 14     |
| 4         | Serbia              | 3   | 0       | 0      | 3      |
| 5         | Croazia             | 1   | 2       | 0      | 3      |
| 6         | Francia             | 0   | 1       | 2      | 3      |
| 7         | Egitto              | 0   | 1       | 1      | 2      |
| 8         | Grecia              | 0   | 1       | 4      | 5      |
| 9         | Montenegro          | 0   | 0       | 2      | 2      |
| 9         | Serbia e Montenegro | 0   | 0       | 1      | 1      |
| 10        | Turchia             | 0   | 0       | 1      | 1      |
| Totale    | Totale              | 19  | 19      | 19     | 57     |

## Fonti
- (EN) Risultati Ufficiali in pdf su Cijm.org, su cijm.org.gr. URL consultato il 26 marzo 2011 (archiviato dall'url originale il 9 dicembre 2014).